# Pietro Simone Agostini
Pietro Simone Agostini, noto anche come Piersimone Agostini o (Augustini), (Mombaroccio, 3 luglio 1630 – Parma, 1º ottobre 1680), è stato un compositore italiano.
Esordì come operista con Il Tolomeo. Drama de gl'Academici Imperturbabili rappresentato nel Theatro di S. Apollinare di Venetia l'anno 1658.
Nel dicembre 1660 il suo nome compare in una lista di candidati per il posto di maestro di cappella al duomo di Urbino. Tuttavia fu escluso dalla votazione per non aver presentato il «memoriale». Lo stesso documento ci informa che Agostini era nativo di Monte Baroccio (oggi Mombaroccio). 
Collaborò alla musica di due opere andate in scena nel teatro Ducale di Milano: La regina Floridea (1670), con Francesco Rossi e Ludovico Busca, e L'Ippolita reina delle Amazzoni (1670), con Ludovico Busca e Pietro Andrea Ziani. 
Nel 1670 fu rappresentata a Genova nel teatro del Falcone la sua opera Eliogabalo (libretto Aurelio Aureli).
Successivamente si stabilì a Roma. Per il cardinale Flavio Chigi compose L’Adalinda, opera rappresentata nel palazzo Chigi di Ariccia nell’autunno 1673, e una serenata da cantare a Siena nel 1677. Fu alle dipendenze della famiglia Pamphilj come maestro di cappella di Sant'Agnese in Agone da gennaio 1675 a maggio 1679.
Per la quaresima degli anni 1674, 1676, 1678, 1679 mise in musica quattro oratori su testo del padre carmelitano scalzo Girolamo di San Carlo, priore del convento di Siena. La musica è perduta, ma i testi, in latino, furono pubblicati dall'autore nella raccolta Roma nel crocefisso venerato nell'oratorio di S. Marcello (Siena, 1687), dedicata al cardinale Flavio Chigi.
Il 22 settembre 1679 Agostini fu chiamato a Parma come maestro di cappella della corte ducale e il 6 ottobre gli fu conferita anche la stessa carica nella chiesa della Steccata.
Morì a Parma il 1º ottobre 1680.
Compose mottetti, oratori, cantate, opere teatrali, anche in collaborazione con altri.

## Opere teatrali
- Il Tolomeo, dramma per musica (Venezia, 1658)
- La regina Floridea, libretto Teodoro Barbò (Milano, Teatro Ducale, 1670)
- Argia, principessa di Negroponte
- Ippolita reina delle amazzoni, libretto Giovanni Rabbia (Milano, Teatro Ducale, 1670)
- Eliogabalo, libretto Aurelio Aureli (Genova, Teatro del Falcone, 1670)
- La costanza di Rosmonda, libretto Aurelio Aureli (Genova, 1670)
- Gl'inganni innocenti ovvero L'Adalinda, favola drammatica musicale, libretto Giovanni Filippo Apolloni, (Palazzo Chigi (Ariccia), 1673, riprese successive: Siena, 1677; Firenze, 1679; Milano, Teatro Ducale, 1679)
- Il ratto delle Sabine, libretto Giacomo Francesco Busani, (Venezia, Teatro San Giovanni Grisostomo, 1680 con la partecipazione del cantante Giovanni Francesco Grossi).

## Oratori
- Il Sansone, testo Girolamo di San Carlo, Roma, oratorio del Ss. Crocifisso di San Marcello, 1674
- La caduta di Saolo, testo Girolamo di San Carlo, Roma, oratorio del Ss. Crocifisso di San Marcello, 1676
- L'esilio di Maddalena (Magdalenae exilium), testo Girolamo di San Carlo, Roma, oratorio del Ss. Crocifisso di San Marcello, 1678
- Il giuditio universale, testo Girolamo di San Carlo, Roma, oratorio del Ss. Crocifisso di San Marcello, 1679
- S. Antonio da Padova oratorio a cinque voci, Firenze, Compagnia dell'Arcangiolo Raffaello detta la Scala, s.a.
- Primo miracolo di S. Antonio, oratorio a quattro voci, Modena 1687